# Saou (Drôme)
Pour les articles homonymes, voir Saou.
Saoû redirige ici.
Saou [su] est une commune française située dans le département de la Drôme en région Auvergne-Rhône-Alpes.

## Géographie

### Localisation
La commune de Saou est située à 15 km au sud de Crest, 30 km au sud-est de Livron-sur-Drôme et 37 km au nord-est de Montélimar.

### Relief et géologie
Sites particuliers :
- Col des Auberts
- Col de Siguret
- Grande Combe
- Grand Pomerolle
- la Tour (663 m)
- le Pradou (1388 m)
- le Rocher Blanc
- les Aiguilles (793 m)
- les Trois Becs :
  - Roche Courbe (1545 m)
  - le Signal (1559 m)
  - le Veyou (1589 m)
- Orient (382 m)
- Passage de Picourère
- Pas Court
- Pas de Berlhe
- Pas de Courbis
- Pas de Faucon
- Pas de Jossaud
- Pas de la Dalle
- Pas de la Motte
- Pas de Lauzens (416 m)
- Pas de l'Echelette (est)
- Pas de l'Echelette (ouest)
- Pas de Lestang
- Pas des Auberts
- Pas de Siara
- Pas du Fau
- Pas du Tison
- Pas Saint-Michel
- Petit Pomerolle
- Roche Colombe (886 m)
- Roche Mottet (1442 m)
- Rocher de la Grange
- Rocher de la Laveuse
- Roche Rousse
- Rocher Saint-Martin
- Serre Bary
- Serre des Croix
- Serre du Bréchat
- Serre Gardette
- Serre Loriol
- Serre Piéchaud

#### Géologie
Le village de Saou est situé au pied de la Forêt de Saou, un synclinal perché particulièrement régulier, parmi les plus hauts d'Europe.

### Hydrographie
La commune est arrosée par les cours d'eau suivants :
- la Vèbre
- le Nègre Ravin
- le ravin de Célas
- le ravin de Tourare
- le ravin du Liotoir
- le Roubion
- le ruisseau de Sauzet
- l'Eyzarette

### Climat
Pour des articles plus généraux, voir Climat d'Auvergne-Rhône-Alpes et Climat de la Drôme.
En 2010, le climat de la commune est de type climat méditerranéen altéré, selon une étude du Centre national de la recherche scientifique s'appuyant sur une série de données couvrant la période 1971-2000. En 2020, Météo-France publie une typologie des climats de la France métropolitaine dans laquelle la commune est exposée à un climat de montagne ou de marges de montagne et est dans la région climatique  Alpes du sud, caractérisée par une pluviométrie annuelle de 850 à 1 000 mm, minimale en été.
Pour la période 1971-2000, la température annuelle moyenne est de 12,4 °C, avec une amplitude thermique annuelle de 17,3 °C. Le cumul annuel moyen de précipitations est de 955 mm, avec 7,3 jours de précipitations en janvier et 4,6 jours en juillet. Pour la période 1991-2020, la température moyenne annuelle observée sur la station météorologique de Météo-France la plus proche, « Puy-Saint-Martin », sur la commune de Puy-Saint-Martin à 7 km à vol d'oiseau, est de 13,9 °C et le cumul annuel moyen de précipitations est de 923,0 mm,. Pour l'avenir, les paramètres climatiques de la commune estimés pour 2050 selon différents scénarios d'émission de gaz à effet de serre sont consultables sur un site dédié publié par Météo-France en novembre 2022.

## Urbanisme

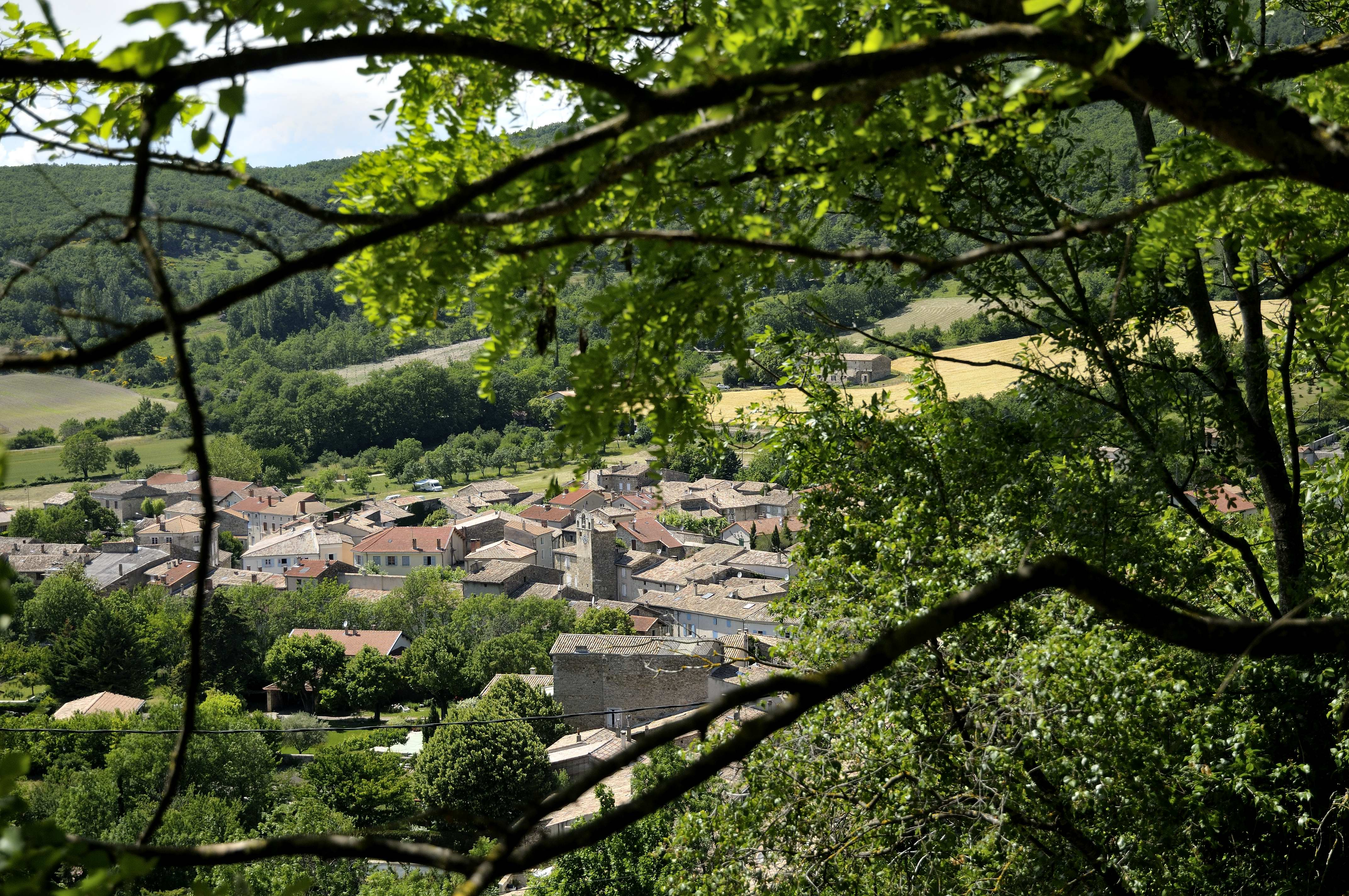
Le village.

### Typologie
Au 1er janvier 2024, Saou est catégorisée commune rurale à habitat dispersé, selon la nouvelle grille communale de densité à 7 niveaux définie par l'Insee en 2022.
Elle est située hors unité urbaine et hors attraction des villes,.

### Occupation des sols
L'occupation des sols de la commune, telle qu'elle ressort de la base de données européenne d’occupation biophysique des sols Corine Land Cover (CLC), est marquée par l'importance des forêts et milieux semi-naturels (80 % en 2018), en diminution par rapport à 1990 (81,6 %). La répartition détaillée en 2018 est la suivante : forêts (70,6 %), terres arables (12,9 %), milieux à végétation arbustive et/ou herbacée (8 %), prairies (3,7 %), zones agricoles hétérogènes (3,4 %), espaces ouverts, sans ou avec peu de végétation (1,4 %). L'évolution de l’occupation des sols de la commune et de ses infrastructures peut être observée sur les différentes représentations cartographiques du territoire : la carte de Cassini (XVIIIe siècle), la carte d'état-major (1820-1866) et les cartes ou photos aériennes de l'IGN pour la période actuelle (1950 à aujourd'hui).

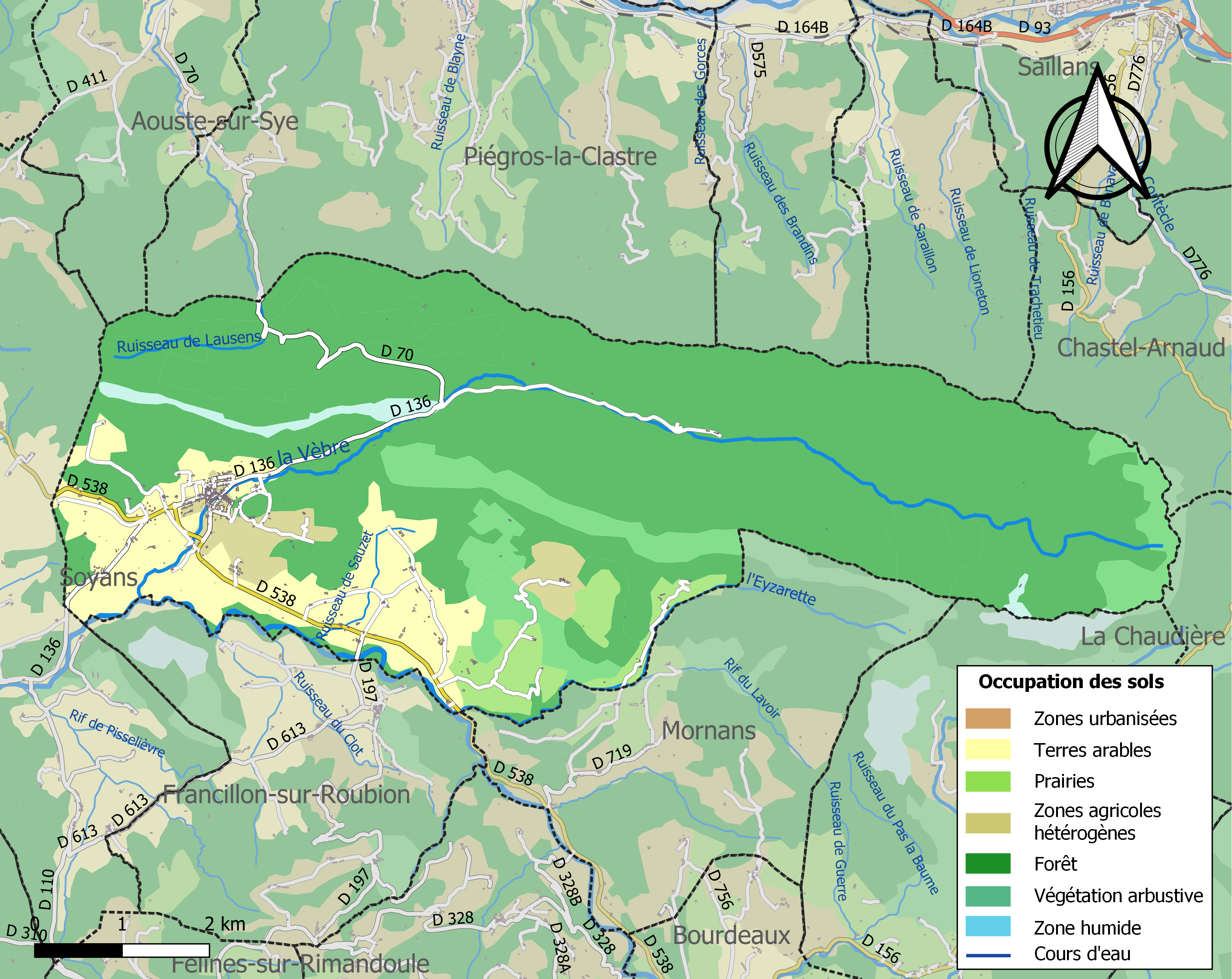
Carte des infrastructures et de l'occupation des sols de la commune en 2018 (CLC).

### Morphologie urbaine

#### Quartiers, hameaux et lieux-dits
Site Géoportail (carte IGN) :
- Aux Rouzes
- Bergerie de Bois Vert
- Biègue
- Bois de la Roche
- Bois de Taraud
- Bois Vert
- Brianche
- Brouty
- Brunel
- Buisson
- Caty
- Chabret
- Champ de la Croix
- Chantemerle
- Chapelle Saint-Médard
- Chauvet
- Courbis
- Degout
- Dourille
- Drayas
- Ferme Bleue
- Fontaine de Brunel
- Fontaine du Pré Brun
- Forêt de Saou
- Fuoc
- Gontardon
- Grand Sycomore
- Haulty
- Haut Berthe
- Jossaud
- la Baume
- l'Abbaye
- la Blonde
- la Bouge
- la Ceyte
- la Condamine
- la Croisière de Francillon
- la Cure
- la Fontaine des Oiseaux
- la Grange
- la Grange Rouge
- la Pelle
- la Plaine
- la Plaine des Geays
- la Poupoune
- la Prade
- la Prade (sud)
- la Scie
- la Selle
- l'Auberge des Dauphins
- la Verrière
- le Bouchaud
- le Cagnard
- le Château
- le Château de Lastic
- le Château d'Eurre
- le Colombier
- le Fay
- Légat
- le Maupas
- le Panorama
- le Pertuis
- le Planas
- le Pré de l'Âne
- les Crotes
- les Sagnacs
- les Berches
- les Berles
- les Blaches
- les Cabannes
- les Clos
- les Cosmes
- les Foulons
- les Fourneaux
- les Granges
- les Huguenots
- les Ramas
- les Omnies
- Lestang
- les Travers
- le Veyou
- l'Ombre
- Mansonnet
- Martin
- Morin
- Paillet
- Palloir
- Pâturel
- Pézillet
- Plaine des Girards
- Pont d'Horta
- Quartier de Célas
- Raillon
- Refuge des Girards
- Refuge des Princes
- Rozan
- Serre Fochet
- Siguret
- Six Sacs
- Souvionne
- Tavau
- Virage du Pré de l'Âne

Anciens quartiers, hameaux et lieux-dits :
- l'Abbaye est une ferme attestée en 1891. Le lieu était dénommé La grange de la Beye en 1639 (parcellaire). Ancienne ferme de l'abbaye de Saint-Thiers de Saou[14].

### Voies de communication et transports
La commune est desservie par les routes départementales D 70, D 136 et D 538.

## Toponymie

### Attestations
- 900 : villa Saone (Columbi, De reb. episc. Valent., 15)[15].
- 1442 : Sol, Saol et Sao (choix de documents, 269)[15].
- 1509 : mention de l'église paroissiale Notre-Dame : ecclesia parrochialis Beate Marie Saonis (visites épiscopales).
- 1529 : Sou (archives hosp. de Crest)[15].
- 1683 : Soub (archives de la Drôme, E 6708)[15].
- 1801 : Saou (bulletin des lois)[16].
- 1891 : Saoû, commune du canton de Crest-Sud[15].
- Début des années 2000 : Saou[17].

Selon le site officiel de la mairie, le nom de la commune peut également s'orthographier Saoû.

## Histoire

### Préhistoire
L'occupation humaine remonte à environ 6 000 ans avec les premiers agriculteurs sédentaires[réf. nécessaire].
Au Bronze final, le site du Pas de Lestang (fouillé depuis 1983) a livré un ensemble de cabanes aux toits de chaume et aux murs de torchis sur des fondations de pierre. On y cultivait l'orge et élevait des chèvres, des moutons et des bovins. On chassait le sanglier dans la forêt de Saou voisine. On tissait la laine des moutons. Sur place, on fondait l'outillage de bronze et fabriquait des poteries dont certaines sont décorées de signes schématiques représentant des hommes et des animaux.
De 1050 à 750 avant notre ère, c'est pour la chasse que la forêt de Saou attire les premiers hommes venus des environs. Ils installent leur campement provisoire au passage de la Baume-Hannibal, près des Trois Becs[réf. nécessaire].

### Protohistoire
L'oppidum gaulois de Cissac (ou Sissac, ou Six Sacs) a conservé ses murailles de pierres sèches.

### Antiquité: les Gallo-romains
De riches villas gallo-romaines se sont établies au cœur des meilleures terres agricoles dans la plaine du Roubion et vers les collines du bassin de la Vèbre[réf. nécessaire].

### Du Moyen Âge à la Révolution
Vers 600, Saou se construit autour d'un château, puis en 900, autour de l'abbaye de Saint-Thiers.
Au Moyen Âge, le bourg appartient aux comtes de Valentinois.
Le village se dessine peu à peu. Il se compose de trois quartiers : le château situé au pied et au sud du Roc et, plus bas, le Bourg de l'Oume et le Bourg des Églises qui s'étendent de part et d’autre de la Vèbre[réf. nécessaire].
Le village de Saou comprend trois parties distinctes :
- Le Château, village bâti au-dessous des ruines du château de Saou : 
  - 1332 : castrum Saonis (Gall. christ., XVI, 104).
  - 1442 : castrum de Sol seu de Saone (choix de documents, 270).
  - Dans ce village, se trouvent les ruines de la première église paroissiale : ecclesia Sancti Stephani Saonis (1449, pouillé hist.).
- Le bourg de l'Oume (ou de Lorme, ou de l'Homme) :
  - 1620 : burgum Ulmi Saonis (registres paroissiaux).
  - 1650 : bourg de Lomme (parcellaire).
  - 1652 : in Saone Burgi Hulmi (registres paroissiaux).
  - 1658 : bourg de l'Homme (archives de la Drôme, E 4079).
- Le bourg des Églises :
  - 1620 : burgum Ecclesiarum (registres paroissiaux).
  - 1639 : bourg des Esglizes de Saou (parcellaire).
  - 1652 : faubourg des Esglises Saint-Tiers (registres paroissiaux).
- L'abbaye de Saint-Thiers est dans le bourg des Églises :
  - 900 : ecclesia Sancti Tierti  (Columbi, De reb. episc. Valent., 15).
  - 1159 : abbatia Saonensis (cartulaire de Die, 44).
  - 1165 : abbatia Seonis (cartulaire de Die, 20).
  - 1415 : abbatia Saonnis (rôle de décimes).
  - 1442 : abbatia Sancti Thirici de Saone, Sainthiers (choix de documents, 272).
  - 1638 : abbatia Sancti Tirtii Saonis (registres paroissiaux).

L'abbaye était un monastère de l'ordre de Saint-Augustin, existant dès le IXe siècle, supprimé en 1739 et duquel dépendaient les prieurés d'Auriple, de Chabrillan, de Celas, de Cléon-d'Andran, de Notre-Dame-du-Poyet, de Roynac, de Mirmande, de la Répara, etc..
- L'abbaye Saint-Thiers de Saou[22] était chef de congrégation de chanoines réguliers de Saint-Augustin[23] ; elle dépendait du pape et non de l'évêché. Son abbé jouissait du « privilège de la crosse et de la mitre ».

Vers 1385, elle est détruite par Raymond de Turenne. Les religieux se cachent alors pendant sept années dans une grotte à Roche Colombe.
Elle est reconstruite. Abbaye puissante et dotée de revenus importants, elle connaît son apogée à la veille des guerres de Religion, disposant alors de nombreux prieurés dans la région (Cléon d'Andran, Mirmande, Roynac).
Elle est à nouveau détruite lors des guerres de Religion pour être de nouveau restaurée.
Son déclin peut être daté de la nomination de Gabriel de Castagnac comme abbé. Ce dernier n'y résidant pas, la discipline se relâcha et les revenus diminuèrent. L'abbaye fut alors rattachée au séminaire de Valence par lettres patentes de Louis XIV le 4 avril 1738.
Il en reste aujourd'hui une petite chapelle montrant des voûtes d'ogives et utilisée comme cabane à outils. Elle est bordée par un canal de dérivation de la Vèbre et dans lequel on trempait les nourrissons pour les rendre forts et vigoureux .
La seigneurie :
- Au point de vue féodal, Saou était une terre patrimoniale des comtes de Valentinois.

Le 25 juin 1329, le comte de Valentinois donne une charte de franchises à ses habitants, moins avantageuse que celle concédée aux habitants d’Eygluy pour le droit de chasse. Elle est autorisée, mais limitée aux loups et aux ours, et uniquement pour préserver leurs récoltes. Les autres gibiers, sangliers, biches et cerfs et autres animaux de la forêt, restent domaine réservé du seigneur.
- La terre passe aux dauphins et devient domaniale.
- 1543 : elle est engagée aux Eurre.
- 1563 : elle passe aux Blaïn de-Marcel-du-Poët.
- 1638 : elle passe aux Perrachon.
- Elle passe aux La Baume-Pluvinel.
- 1658 : elle est vendue aux La Tour-Gouvernet, derniers seigneurs de Saou.

Ces différentes aliénations ne concernaient pas la forêt de Saou (voir plus bas).
Dans le protestantisme, Saou est connue pour avoir été le lieu où la bergère Isabeau Vincent commence à prophétiser en 1688. La « bergère de Saou » déclenche le mouvement des « petits prophètes » où de jeunes gens et jeunes filles prophétisent. Ce mouvement se répand d'abord dans le Vivarais ardéchois, puis réapparaît, en 1700, dans les Cévennes, peu avant la guerre des camisards.
1728 (démographie) : 242 habitants.
Avant la Révolution française, les droits seigneuriaux étaient jalousement protégés par leurs propriétaires. C'est ainsi que le chevalier Bonnafau de Presque, seigneur de Saou obtient du Conseil d'État un arrêt lui concédant la propriété de la forêt domaniale. Il s'empressa d'interdire la pratique de tous les droits d'usage traditionnels de la communauté villageoise : bûcherage (en féodalité, droit d'usage des bois pour le chauffage), pâturage, défrichement.

Ne pouvant espérer gagner un procès, les paysans résistent passivement en continuant discrètement leurs prélèvements dans la forêt. Lorsque le 11 novembre 1773, un paysan est tué par un garde forestier, l'église villageoise sonne le tocsin, et tout le canton se soulève. Le siège est mis devant le château. La répression n'est que légère.
Avant 1790, Saou était une communauté de l'élection de Montélimar, de la subdélégation et de la sénéchaussée de Crest.

Elle formait trois paroisses du diocèse de Valence : Célas, Francillon et Saou. Celle de Saou en particulier avait son église sous le vocable de Notre-Dame. L'abbé de Saint-Thiers était collateur et décimateur.

#### La forêt de Saou
La Forêt de Saou :
- 1442 : foresta de Sol (choix de documents, 269).
- 1620 : saltus sive foresta Saonis (registres paroissiaux).
- 1639 : la forest de Saoû (parcellaire)
- 1652 : foresta Saoni (registres paroissiaux).
- 1891 : la Forêt de Saoû, forêt de la commune de Saou.

Cette forêt, limitée par les montagnes de Rochecourbe et de Rocherousse, a fait partie du domaine delphinal jusqu'en 1773, date à laquelle elle fut vendue aux Bonafau de Presque, qui la revendirent aux Falquet-Travail.
La forêt de Saou fut utilisée pour son bois. De 1400 à 1500, les paysans s’installent pour exploiter cette richesse naturelle, allant déjà jusqu'à la surexploitation. La forêt servira plusieurs fois de refuge et de cachette (protestants, insurgés, maquisards).

### De la Révolution à nos jours
En 1790, la commune est comprise dans le canton du Puy-Saint-Martin. La réorganisation de l'an VIII (1799-1800) la place dans le canton de Crest-Sud.
En 1845, la commune de Francillon en est distraite.
En 1852, le ministre Adolphe Crémieux, nouveau propriétaire de la forêt de Saou, fait construire un château aux murs roses baptisé « Villa Tibur ». Incendié et laissé à l'abandon, le château est rasé en 1971.
En 1924, par amour du site, le député du Haut-Rhin Maurice Burrus devient propriétaire de toute la forêt après avoir racheté les parts communales de Saou et de Francillon. Il entreprend un important reboisement. Il fait construire un circuit touristique de 27 km (sur le flanc du synclinal) et l'Auberge des Dauphins (inspirée du Petit Trianon de Versailles). Inauguré en 1934, ce restaurant de luxe (qui obtint deux étoiles sur le Guide Michelin de l'époque) était composé de deux salles décorées de faux marbres et de grands lustres. Par la suite, il sera laissé à l'abandon[réf. nécessaire].
En 1944, pendant la Deuxième Guerre Mondiale, le bourg est très endommagé.
La forêt de Saou, qui a compté jusqu'à 130 saisonniers ou permanents, abrite désormais deux écogardes chargés, entre autres, de renseigner les randonneurs. Elle est la propriété du conseil départemental de la Drôme et elle est protégée par le classement site naturel classé depuis 1942.

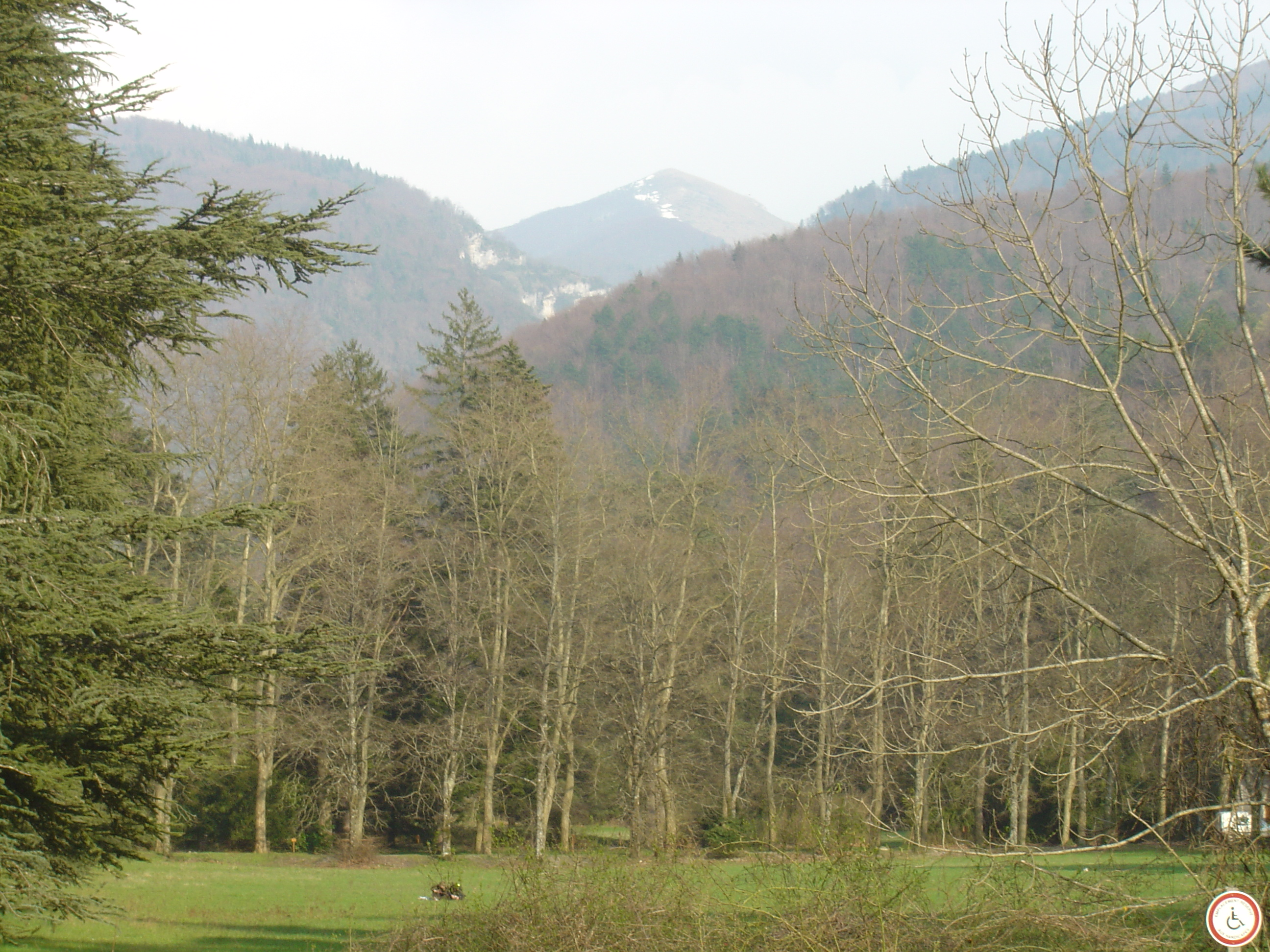
La forêt de Saou.
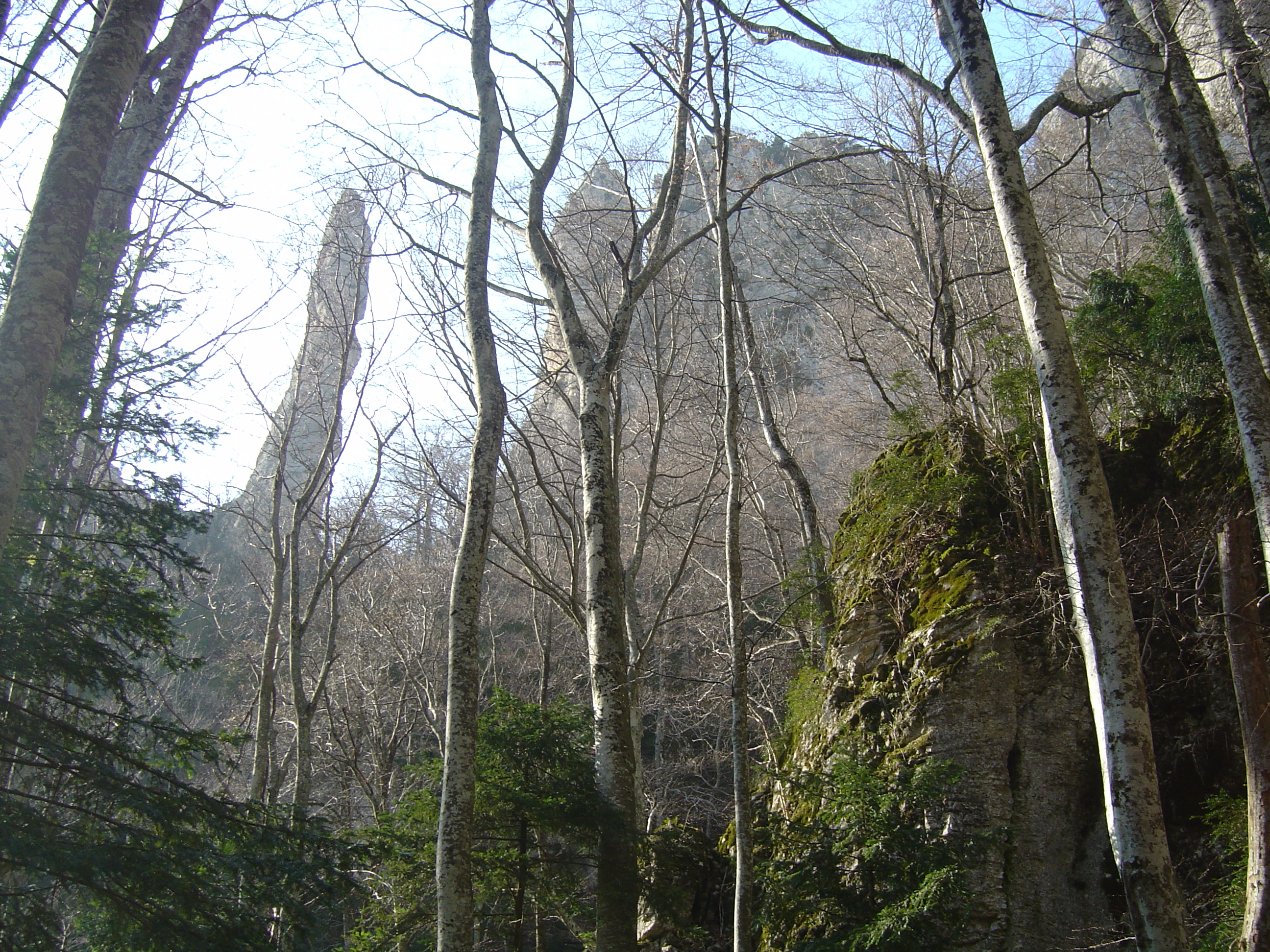
Falaises dans la forêt de Saou.
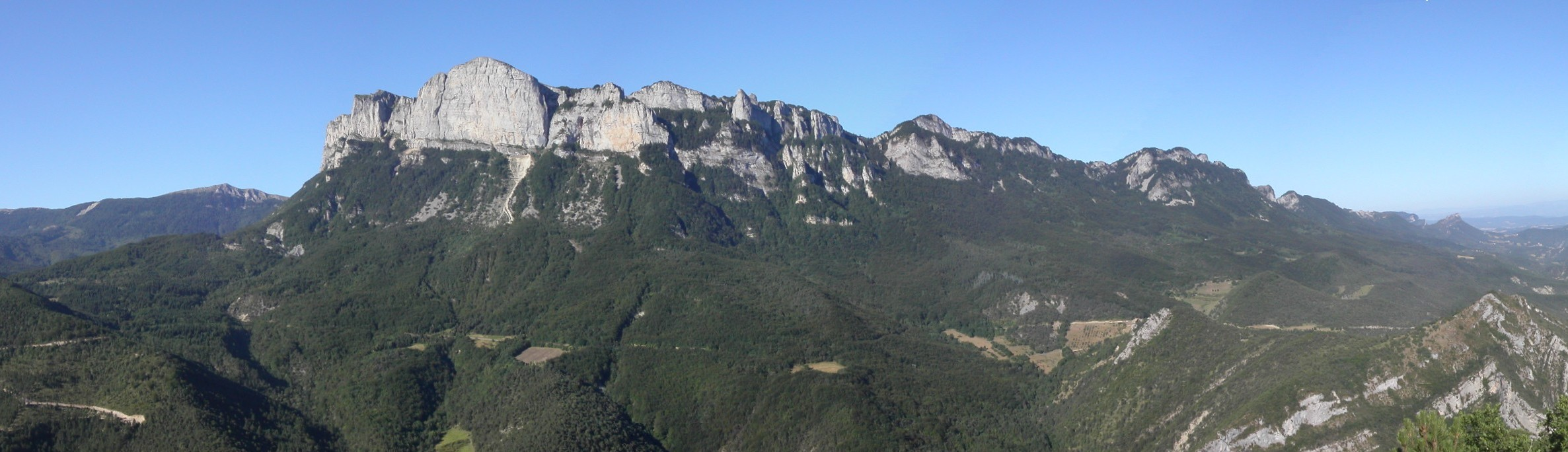
Les trois Becs de la Forêt de Saou vus du Crestas au-dessus du village d'Espenel.
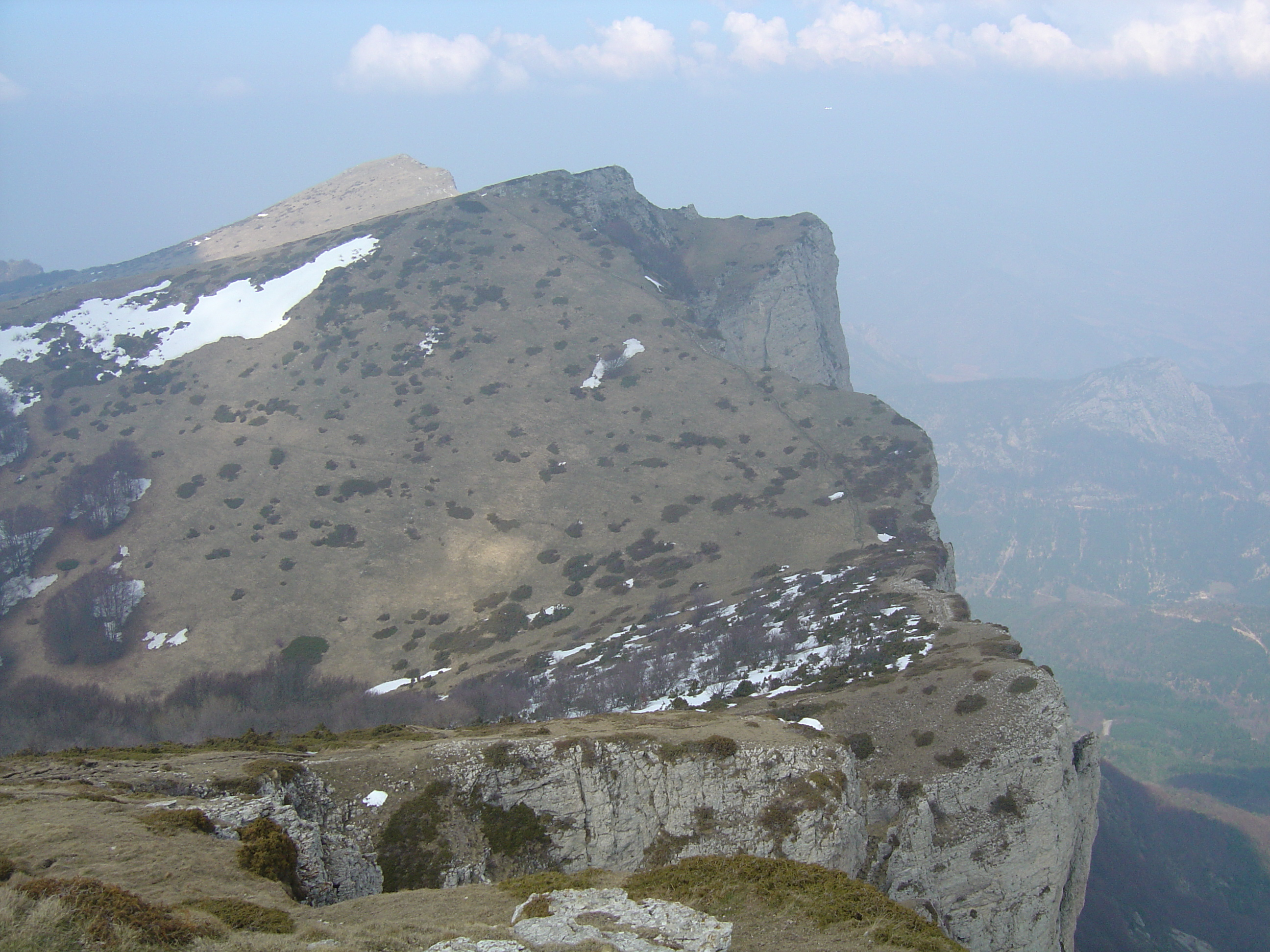
Les Trois Becs : le Signal (1559 m) et la Roche Courbe (1545 m) vus depuis le Veyou (1589 m).
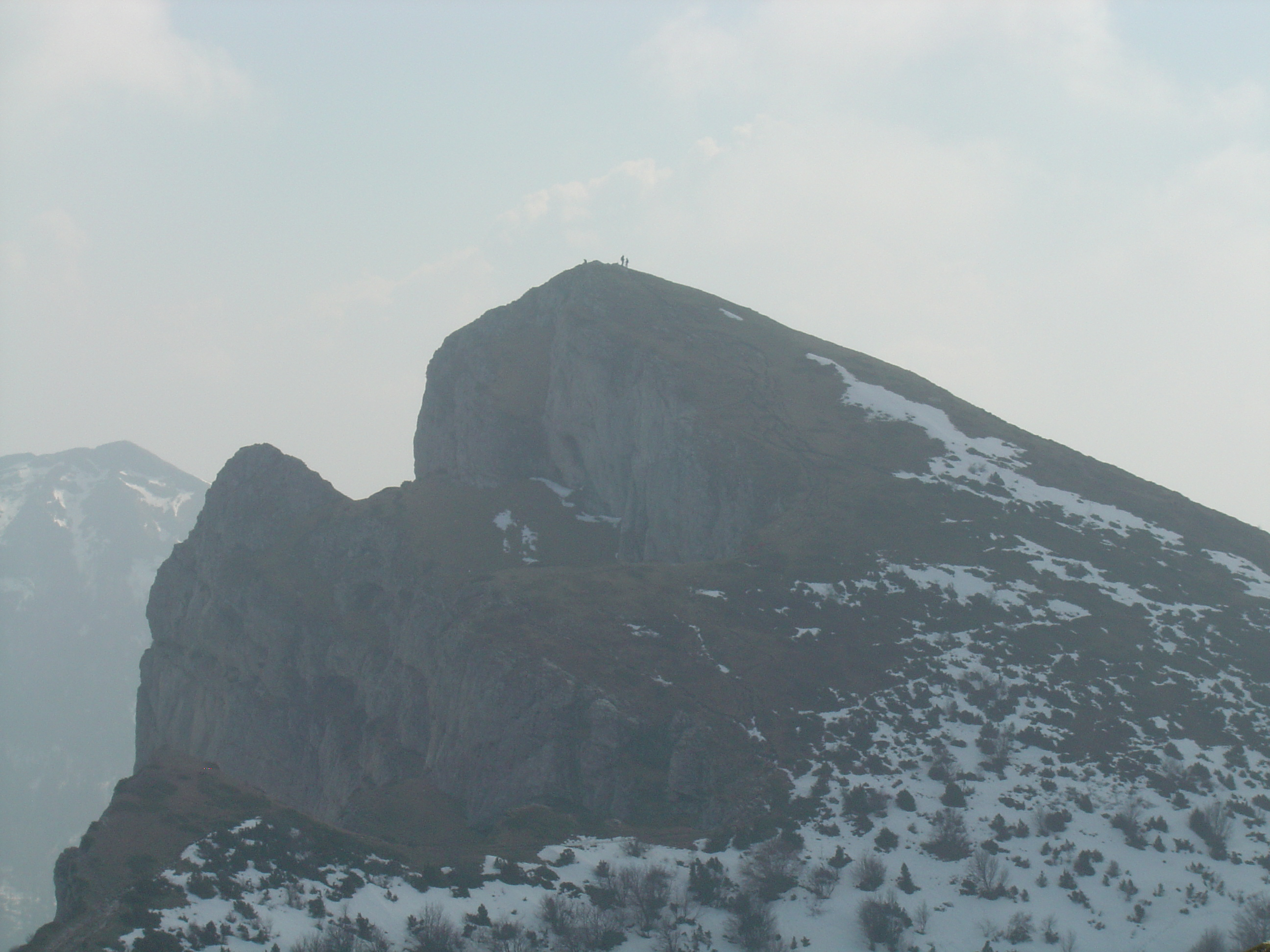
Randonneurs au sommet du Veyou.
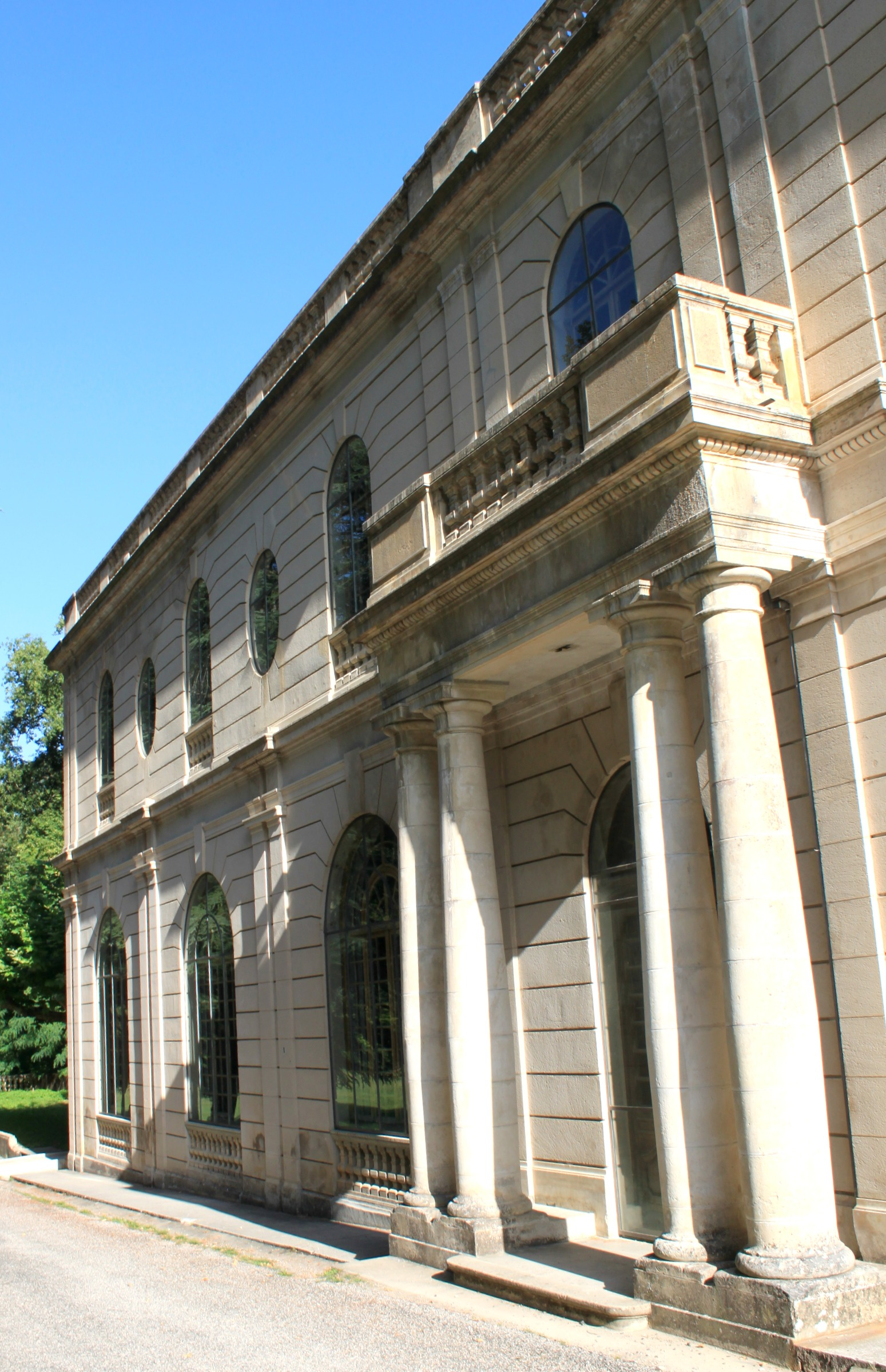
L'Auberge des Dauphins.

#### Plan de réhabilitation 2021
Le n°02 (juillet-sept. 2019) de La Drôme, la lettre d'information du département (cf. ladrome.fr) annonce 8,7 millions d'euros d'investissement pour les travaux de réhabilitation du site de la forêt de Saou afin de mieux accueillir les 130 000 visiteurs annuels. Le projet est architectural, scénographique et paysager.
L'auberge des Dauphins présentera trois niveaux :
- au rez-de-chaussée, le public sera accueilli dans l'ancien salon doré entièrement restauré et composé d'un espace de restauration, d'information, de rencontres avec les écogardes et d'un cabinet de curiosités ;
- le premier étage proposera des salles d'expositions permanente et temporaire sur la découverte du massif de Saou, sa géologie, sa biodiversité, son histoire, et des ateliers pédagogiques ;
- le toit-terrasse offrira une déambulation libre, des expositions temporaires, des événements culturels et un point de vue privilégié sur le massif de Saou.

À l'arrière du bâtiment, une extension contemporaine permettra aux visiteurs et aux personnes en situation de handicap d'accéder à tous les niveaux.
Ces travaux seront complétés par des aménagements respectueux de la forêt : engazonnement de l'aire d'accueil du Silo, mise en valeur de l'auberge des Dauphins et de l'ancienne villa Tibur avec son bassin rénové, création d'une voie douce permettant de desservir la forêt de Saou et la maison de site depuis le village, le Pertuis ou les Sables blancs.

## Politique et administration

### Liste des maires
| Période                                                                      | Période                       | Identité                             | Étiquette        | Qualité                                 |
| ---------------------------------------------------------------------------- | ----------------------------- | ------------------------------------ | ---------------- | --------------------------------------- |
| Les données manquantes sont à compléter. : de la Révolution au Second Empire |                               |                                      |                  |                                         |
| 1790                                                                         | 1871                          | ?                                    |                  |                                         |
| Les données manquantes sont à compléter. : depuis la fin du Second Empire    |                               |                                      |                  |                                         |
| 1871                                                                         | 1874                          | ?                                    |                  |                                         |
| 1874                                                                         | 1878                          | ?                                    |                  |                                         |
| 1878                                                                         | 1884                          | ?                                    |                  |                                         |
| 1884                                                                         | 1888                          | ?                                    |                  |                                         |
| 1888                                                                         | 1892                          | ?                                    |                  |                                         |
| 1892                                                                         | 1896                          | ?                                    |                  |                                         |
| 1896                                                                         | 1900                          | ?                                    |                  |                                         |
| 1900                                                                         | 1904                          | ?                                    |                  |                                         |
| 1904                                                                         | 1908                          | ?                                    |                  |                                         |
| 1908                                                                         | 1912                          | ?                                    |                  |                                         |
| 1912                                                                         | 1919                          | ?                                    |                  |                                         |
| 1919                                                                         | 1925                          | ?                                    |                  |                                         |
| 1925                                                                         | 1929                          | ?                                    |                  |                                         |
| 1929                                                                         | 1935                          | ?                                    |                  |                                         |
| 1935                                                                         | 1945                          | ?                                    |                  |                                         |
| 1945                                                                         | 1947                          | Joseph Pérassol                      | PCF              | président du Comité local de Libération |
| 1947                                                                         | 1953                          | ?                                    |                  |                                         |
| 1953                                                                         | 1959                          | Roger Courbis                        |                  |                                         |
| 1959                                                                         | 1965                          | Roger Courbis                        |                  | maire sortant                           |
| 1965                                                                         | 1971                          | Roger Courbis                        |                  | maire sortant                           |
| 1971                                                                         | 1975                          | Roger Courbis                        |                  | maire sortant                           |
| 1975 (élection ?)                                                            | 1977                          | Henry Fuoc                           |                  |                                         |
| 1977                                                                         | 1983                          | Henry Fuoc                           |                  | maire sortant                           |
| 1983                                                                         | 1989                          | Henry Fuoc                           |                  | maire sortant                           |
| 1989                                                                         | 1992                          | Yves Rey                             |                  |                                         |
| 1992 (élection ?)                                                            | 1995                          | Henry Fuoc                           |                  |                                         |
| 1995                                                                         | 2001                          | Jean-Marc Belle                      |                  |                                         |
| 2001                                                                         | 2004                          | Marie-Claude Gresse                  |                  |                                         |
| 2004 (élection ?)                                                            | 2008                          | Robert Schott                        |                  |                                         |
| 2008                                                                         | 2014                          | Daniel Gilles                        | (sans étiquette) |                                         |
| 2014                                                                         | 2020                          | Daniel Gilles                        | (sans étiquette) | maire sortant                           |
| 2020                                                                         | En cours (au 8 décembre 2020) | Raphaël Paillot[source insuffisante] |                  |                                         |

### Rattachements administratifs et électoraux
Pour les élections législatives, la commune faisait partie du Canton de Crest-Sud avant mars 2015. Depuis, elle est dans la Troisième circonscription de la Drôme.

### Jumelages
Le village de Saou est jumelé avec La Chaux (Vaud), un village Suisse du canton de Vaud.

## Population et société

### Démographie
L'évolution du nombre d'habitants est connue à travers les recensements de la population effectués dans la commune depuis 1793. Pour les communes de moins de 10 000 habitants, une enquête de recensement portant sur toute la population est réalisée tous les cinq ans, les populations de référence des années intermédiaires étant quant à elles estimées par interpolation ou extrapolation. Pour la commune, le premier recensement exhaustif entrant dans le cadre du nouveau dispositif a été réalisé en 2007.
En 2022, la commune comptait 582 habitants, en évolution de +4,68 % par rapport à 2016 (Drôme : +2,64 %, France hors Mayotte : +2,11 %).
| 1793  | 1800  | 1806  | 1821  | 1831  | 1836  | 1841  | 1846  | 1851  |
| ----- | ----- | ----- | ----- | ----- | ----- | ----- | ----- | ----- |
| 1 600 | 1 475 | 1 464 | 1 497 | 1 570 | 1 637 | 1 552 | 1 163 | 1 103 |

| 1856  | 1861  | 1866 | 1872 | 1876 | 1881 | 1886 | 1891 | 1896 |
| ----- | ----- | ---- | ---- | ---- | ---- | ---- | ---- | ---- |
| 1 011 | 1 007 | 945  | 943  | 972  | 868  | 834  | 867  | 870  |

| 1901 | 1906 | 1911 | 1921 | 1926 | 1931 | 1936 | 1946 | 1954 |
| ---- | ---- | ---- | ---- | ---- | ---- | ---- | ---- | ---- |
| 761  | 768  | 821  | 714  | 616  | 633  | 621  | 506  | 416  |

| 1962 | 1968 | 1975 | 1982 | 1990 | 1999 | 2006 | 2007 | 2012 |
| ---- | ---- | ---- | ---- | ---- | ---- | ---- | ---- | ---- |
| 419  | 431  | 354  | 364  | 378  | 409  | 491  | 503  | 520  |

| 2017 | 2022 | - | - | - | - | - | - | - |
| ---- | ---- | - | - | - | - | - | - | - |
| 571  | 582  | - | - | - | - | - | - | - |

### Enseignement
La commune relève de l'académie de Grenoble.

### Manifestations culturelles et festivités
- Le festival Saou chante Mozart a été créé en 1989 par l'ancien maire de Saou, Henry Fuoc, il est le seul festival en France consacré au compositeur autrichien. Henry Fuoc a quitté la direction du festival en 2012[41]
- La fête du picodon, fromage drômois, destinée à le valoriser, a lieu chaque année durant le 3e week-end (ou 4e week-end) du mois de juillet[42].
- Désir des Arts, a lieu chaque année au mois de décembre[réf. nécessaire].

### Loisirs
- Pêche et chasse[21].
- Randonnées (passage du GR5)[21].

### Médias
Le territoire de la commune se situe dans l'aire de diffusion de plusieurs médias :
- Presse écrite
  - Le Crestois, hebdomadaire de la vallée de la Drôme.
  - Le Dauphiné libéré, quotidien régional qui consacre, chaque jour, y compris le dimanche, dans son édition de « Valence-Drôme » un ou plusieurs articles à l'actualité du canton et de la commune, ainsi que des informations sur les éventuelles manifestations locales, les travaux routiers, et autres événements divers à caractère local.
  - L'Agriculture Drômoise, journal d'informations agricoles et rurales, couvre l'ensemble du département de la Drôme.
  - Drôme Hebdo (ancien Peuple Libre), hebdomadaire chrétien d'informations.
- Presse audio-visuelle
  - Radio Saint Ferréol est une radio locale émise depuis Crest.
  - Ici Drôme Ardèche est une radio publique diffusée sur son territoire.

### Cultes
L'église paroissiale et la communauté catholique de la commune relèvent de la Paroisse Sainte Famille du Crestois dont la maison paroissiale est située à Crest. Cette paroisse est rattachée au diocèse de Valence.

## Économie

### Agriculture
En 1992 : bois, céréales, ovins, caprins, bovins, pisciculture, apiculture (miel).
- Produits locaux : huile de noix, picodon (fromage)[21].

La bière artisanale Markus a été produite dans cette commune jusqu'à son déplacement à Cléon-d'Andran.
La Foire aux fruits d'hiver est organisée chaque année au mois de novembre. Elle est destinée à la présentation ainsi qu'à la vente de produits de saison et du terroir[réf. nécessaire].

### Tourisme
- Syndicat d'initiative (en 1992)[21].
- Station climatique d'été[21].
- Office de Tourisme du Val de Drôme

## Culture locale et patrimoine

### Lieux et monuments

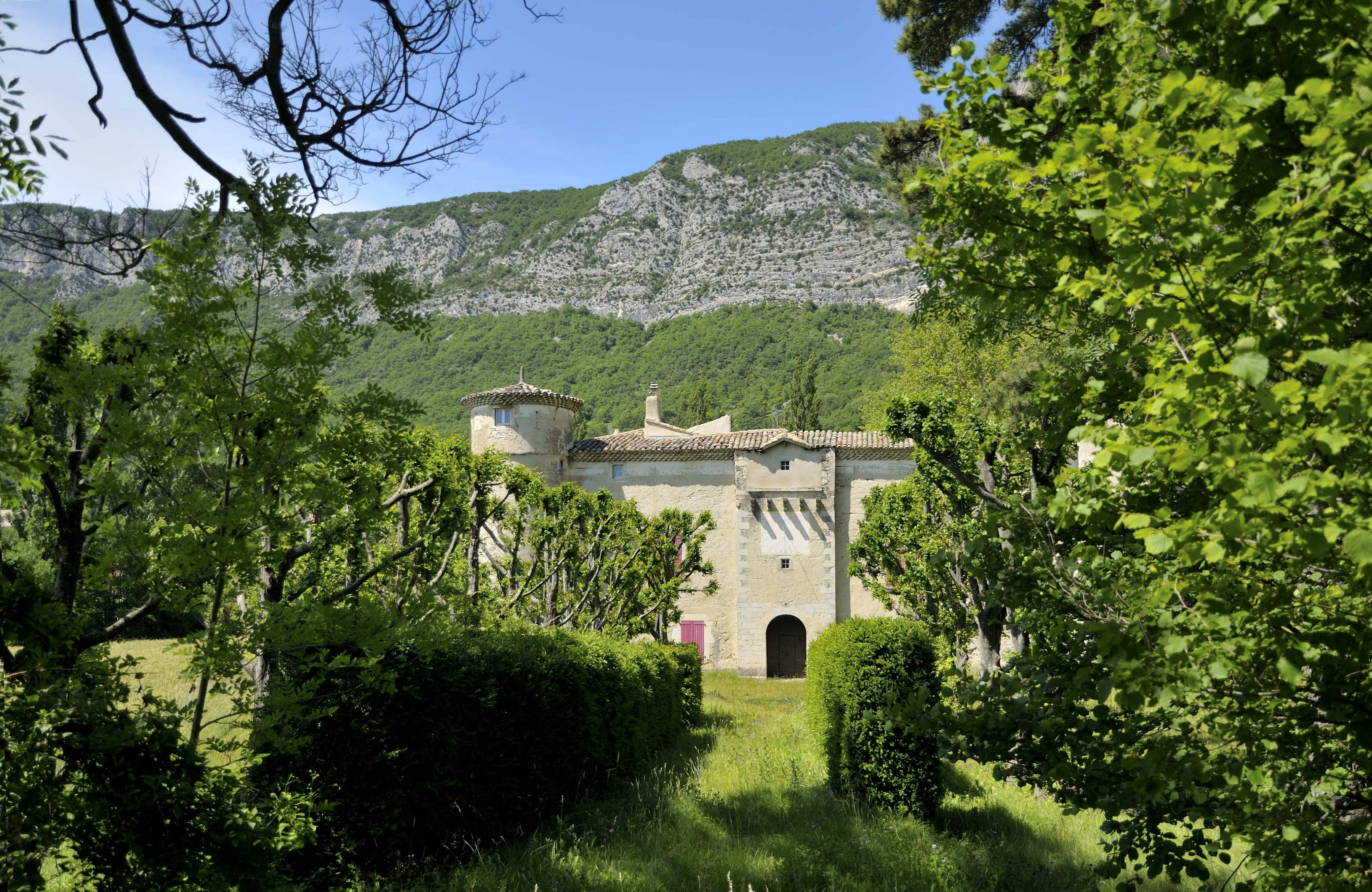
Maison forte à Saou.

- Vestiges de l'abbaye de Saint-Thiers (Xe siècle) : porte à mâchicoulis, tours carrées[21].
- Église Sainte-Marie de Saou, style roman, restaurée[21].
- Beffroi du XIIIe siècle[21].
- Château de Lastic (MH) est une maison forte qui a été transformée en 1577. Il est malheureusement traversé aujourd'hui par la route qui conduit à la forêt de Saou[réf. nécessaire].

Donjon de Lastic du XVIe siècle (MH).
- Château d'Eurre (style Renaissance)[21] : plan carré sur une cour intérieure flanquée de tours rondes. Il a été démoli en 1586 puis reconstruit au XVIIe siècle[réf. nécessaire].
- Ferme des Crotes a été reconstruite sur une ancienne maison forte au XVe siècle remaniée au XVIIe siècle[réf. nécessaire].
- Ruines de la tour de Célas sont situées sur une éminence[réf. nécessaire].
- Temple protestant : situé route de Bourdeaux, construit en 1846[réf. nécessaire].

### Patrimoine culturel

#### Cinéma
- Une partie du film L'Âge de raison, réalisé par Yann Samuell avec Sophie Marceau est réalisée à Saou.
- En 1993, une partie du premier épisode de la série L'Instit avec Gérard Klein, intitulé Les chiens et les loups, où figure Benoît Magimel, est tournée à Saou.

### Patrimoine naturel
La forêt de Saou (site classé).

## Personnalités liées à la commune
- Isabeau Vincent (attestée en 1688) : cette bergère protestante (la bergère de Saou) fut la première du mouvement des « petits prophètes » qui se développa ensuite dans le Vivarais[45].
- Adolphe Crémieux (1796-1880) : garde des Sceaux de la Deuxième et de la Troisième République, propriétaire de la forêt de Saou (voir plus haut).

### Héraldique, logotype et devise
|  | Saou (Drôme) possède des armoiries dont l'origine et le blasonnement exact ne sont pas disponibles. |